# Versus Tour
VERSUS TOUR (Gloria Trevi vs Alejandra Guzmán) fue la primera gira compartida que realizaron las cantantes mexicanas Gloria Trevi y Alejandra Guzmán para promocionar el disco Versus (2017). Después de que Gloria Trevi finalizara su gira "El Amor World Tour" y de que Alejandra Guzmán finalizara su tour "A + No Poder Tour", a fines del 2016, surgieron rumores de que Alejandra y Gloria realizarían un tour o dueto juntas. El 8 de diciembre de 2016, en la página oficial de Gloria Trevi se confirmó el primer show para dicha gira.
El tour comenzó y finalizó en la ciudad de Los Ángeles, el primer show fue el 3 de junio de 2017 en el Staples Center, presentándose en todo Estados Unidos, ciertas Ciudades en México, Puerto Rico, Sudamérica y presentándose por primera Vez en Canadá. La gira finalizó el 14 de abril de 2018 en el Hollywood Bowl.
En la gira se realizó en México el 23 de junio de 2017 la grabación del DVD que recibió el nombre de Versus World Tour (En Vivo Desde Arena Ciudad de México).

## Antecedentes
A fines de 2016 una reportera de un programa de TV confirmó una gira de Gloria Trevi y Alejandra Guzmán, pero hasta ese momento todos los rumores eran falsos. Pero en diciembre del 2016 se confirmó lo que sería hasta ese momento el único show de este tour, que sería en Los Ángeles el 3 de junio de 2017 en el Staples Center.
El 5 de mayo de 2017 lanzaron un sencillo llamado "Cuando un hombre te enamora", que tiempo después certificó disco de oro en Perú, y el día 25 de mayo lanzaron el segundo sencillo llamado "Más buena" para las plataformas digitales.
El álbum en vivo de la gira fue lanzado el 17 de noviembre de 2017, fue grabado el 23 de junio del mismo año en la Arena Ciudad de México.
Logrando disco de oro en México
La gira contó con 67 shows en Norteamérica, 3 en Sudamérica y 1 en el Caribe, siendo esta una de las más ambiciosas de las cantantes, las cuales ganaron unos 8 500 000 millones cada una por sus conciertos.

## Repertorio
| Versus World Tour |
| --- |
| 1. «Mas Buena» (Gloria/Alejandra) 2. «Hey! Güera»/ «La Papa Sin Catsup» (Versus) Alejandra 1. «Mala Hierba» 2. «Mírala, Míralo» 3. «Loca» 4. «Quitatelo» 5. «Día De Suerte» 6. «Un Grito En La Noche/ Lipstick» Gloria 1. «Gloria» 2. «Vestida De Azúcar» 3. «Me Rio De Ti»/ «Psicofonia»/ «Pruebamelo»/ «En Medio De La Tempestad» 4. «El Favor De La Soledad» 5. «Cinco Minutos» Alejandra 1. «Reina De Corazones» 2. «Angeles Caidos»/ «Rosas Rojas»/ «Volverte A Amar» 3. «Hacer El Amor Con Otro» 4. «Luz De Luna»/ «Verano Peligroso»/«La Plaga» Gloria 1. «Pelo Suelto» 2. «Tu Angel De La Guarda» 3. «Agárrate»/ «Zapatos Viejos»/ «A La Madre»/ «Chica Embarazada»/ «El Ultimo Beso» 4. «¿Que Voy A Hacer Sin El?» 5. «Dr. Psiquiatra» Versus 1. «Mi Peor Error»/ «El Recuento De Los Daños» 2. «Cuidado Con El Corazón»/ «No Querías Lastimarme» 3. «Llama Por Favor»/ «Con Los Ojos Cerrados» 4. «Yo Te Esperaba» (Gloria/Alejandra) 5. «Mañana» (Gloria) 6. «Satisfecha»/ «Satisfacción» (Gloria/Alejandra) Encore 1. «Todos Me Miran» (cover Alejandra) 2. «Eternamente Bella» (cover Gloria) 3. «Cuando Un Hombre Te Enamora» (Gloria/Alejandra) |

| Cantadas en ciertos conciertos |
| --- |
| Alejandra 1. «Mirala, Miralo»/ «Ven»/ «Toda La Mitad»/ «Despertar»/ «Pasa La Vida» 2. «Diablo» 3. «De Verdad» 4. «Soy Solo Un Secreto» 5. «Mentiras Piadosas» 6. «Hasta El Final» Gloria 1. «A Gatas»/ «Que Bueno Que No Fui Lady Di!»/ «Los Borregos»/ «La Acera De Enfrente»/ «Hoy Me Ire De Casa» 2. «Como Yo Te Amo» 3. «Me Río De Ti»/ «La Noche»/ «Esa Hembra Es Mala»/ «Dimelo Al Revés»/ «Siempre a mí» 4. «Me Siento Tan Sola» |

## Fechas
| Fecha                    | Ciudad           | País           | Recinto                                    | Entradas vendidas / Disponibles | Recaudación |
| ------------------------ | ---------------- | -------------- | ------------------------------------------ | ------------------------------- | ----------- |
| Etapa I                  |                  |                |                                            |                                 |             |
| Norte América            |                  |                |                                            |                                 |             |
| 3 de junio de 2017       | Los Ángeles      | Estados Unidos | Staples Center                             | 26,938 / 26,938                 | $2 158 650  |
| 4 de junio de 2017       | Los Ángeles      | Estados Unidos | Staples Center                             | 26,938 / 26,938                 | $2 158 650  |
| 9 de junio de 2017       | San Diego        | Estados Unidos | Valley View Casino Center                  | 2,250 / 2,250                   | $308 810    |
| 10 de junio de 2017      | San José         | Estados Unidos | SAP Center                                 | 18,562 / 19,000                 | $1 810 589  |
| 11 de junio de 2017      | Fresno           | Estados Unidos | Save Mart Center                           | 8,026 / 9,017                   | $508 056    |
| 15 de junio de 2017      | Denver           | Estados Unidos | Bellco Theatre                             | 5,066 / 5,066                   | $470 936    |
| 17 de junio de 2017      | Chicago          | Estados Unidos | Allstate Arena                             | 18,500 / 18,500                 | $1 570 019  |
| 18 de junio de 2017      | Milwaukee        | Estados Unidos | Milwaukee Theatre                          | 3,910 / 4,086                   | $371 013    |
| 22 de junio de 2017      | Ciudad de México | México         | Arena Ciudad de México                     | 22,300 / 22,300                 | $2 012 819  |
| 23 de junio de 2017      | Ciudad de México | $2 012 819     | Arena Ciudad de México                     | 22,300 / 22,300                 |             |
| 24 de junio de 2017      | Ciudad de México | $2 012 819     | Arena Ciudad de México                     | 22,300 / 22,300                 |             |
| 29 de junio de 2017      | Dallas           | Estados Unidos | Texas Trust Theatre at Grand Prairie       | 6,350/ 6,350                    | $410 718    |
| 30 de junio de 2017      | Austin           | Estados Unidos | Frank Erwin Centre                         | 7,730 / 9,905                   | $467 484    |
| 1 de julio de 2017       | Houston          | Estados Unidos | Smart Financial Centre                     | 6,066 / 6,266                   | $581 645    |
| 10 de agosto de 2017     | Detroit          | Estados Unidos | Pine Knob Music Theatre                    | 3,386 / 6,071                   | $183 840    |
| 12 de agosto de 2017     | Nueva York       | Estados Unidos | Madison Square Garden                      | 20,789 / 20,789                 | $1 941 710  |
| 13 de agosto de 2017     | Washington D. C. | Estados Unidos | Patriot Center                             | 8,710/ 10,000                   | $481 810    |
| 25 de agosto de 2017     | McAllen          | Estados Unidos | State Farm Arena                           | 10,000                          | $1 812 618  |
| 26 de agosto de 2017     | McAllen          | Estados Unidos | State Farm Arena                           | 10,000                          | $1 812 618  |
| 27 de agosto de 2017     | Laredo           | Estados Unidos | Laredo Energy Arena                        | 4,342 / 5,741                   | $360 137    |
| 31 de agosto de 2017     | Alburquerque     | Estados Unidos | Rio Rancho Events Center                   | 4,323 / 6,348                   | $249 150    |
| 1 de septiembre de 2017  | El Paso          | Estados Unidos | El Paso County Coliseum                    | 18,500 / 18,500                 | $1 639 711  |
| 2 de septiembre de 2017  | Tucson           | Estados Unidos | AVA Amphitheater                           | 4,190 /5,000                    | $252 131    |
| 8 de septiembre de 2017  | Anaheim          | Estados Unidos | Honda Center                               | 15,933 / 18,000                 | $1 488 919  |
| 9 de septiembre de 2017  | Oakland          | Estados Unidos | Oracle Arena                               | 6,718 / 8,237                   | $607 841    |
| 10 de septiembre de 2017 | Reno             | Estados Unidos | Reno Event Center                          | 5,126 /7600                     | $3 811 201  |
| 14 de septiembre de 2017 | Las Vegas        | Estados Unidos | Coliseo del Caesars Palace                 | 7,550 / 7,772                   | $919 771    |
| 16 de septiembre de 2017 | Phoenix          | Estados Unidos | Gila River Arena                           | 17,610 / 18,300                 | $1 319 010  |
| 17 de septiembre de 2017 | Las Vegas        | Estados Unidos | Coliseo del Caesars Palace                 | [A]                             | [A]         |
| 22 de septiembre de 2017 | Sacramento       | Estados Unidos | Papa Murphy's Park                         | 4,716 / 6,028                   | $381 525    |
| 23 de septiembre de 2017 | Bakersfield      | Estados Unidos | Rabobank Arena                             | 8,703 / 10,000                  | $4 910 722  |
| 24 de septiembre de 2017 | Paso Robles      | Estados Unidos | Viña Robles Winery                         | 1,908 / 3,008                   | $181 470    |
| 28 de septiembre de 2017 | Miami            | Estados Unidos | American Airlines Arena                    | 19,810 / 21,000                 | $1 788 914  |
| 30 de septiembre de 2017 | Atlanta          | Estados Unidos | Infinite Energy Arena                      | 6,391 / 6,616                   | $582 171    |
| 1 de octubre de 2017     | Greensboro       | Estados Unidos | Greensboro Coliseum                        | 23,500 / 23,500                 | 1 301 883   |
| Sudamérica               |                  |                |                                            |                                 |             |
| 11 de octubre de 2017    | Lima             | Perú           | Jockey Club                                | 14,034 / 15,000                 | $810 711    |
| 13 de octubre de 2017    | Guayaquil        | Ecuador        | Estadio Modelo Alberto Spencer             | 9,854 / 10,000                  | $491 029    |
| 14 de octubre de 2017    | Quito            | Ecuador        | Coliseo General Rumiñahui                  | 13,103 / 14,300                 | $611 789    |
| Norte América            |                  |                |                                            |                                 |             |
| 15 de noviembre de 2017  | Guadalajara      | México         | Auditorio Telmex                           | 8,712 / 8,712                   | —           |
| 16 de noviembre de 2017  | Guadalajara      | México         | Auditorio Telmex                           | 8,712 / 8,712                   | —           |
| 18 de noviembre de 2017  | Ciudad de México | México         | Arena Ciudad de México                     | 66,900 / 66,900                 | —           |
| 23 de noviembre de 2017  | Monterrey        | México         | Arena Monterrey                            | 70,400 / 70,400                 | —           |
| 24 de noviembre de 2017  | Monterrey        | México         | Arena Monterrey                            | 70,400 / 70,400                 | —           |
| 25 de noviembre de 2017  | Monterrey        | México         | Arena Monterrey                            | 70,400 / 70,400                 | —           |
| 28 de noviembre de 2017  | Monterrey        | México         | Arena Monterrey                            | 70,400 / 70,400                 |             |
| 7 de febrero de 2018     | Guadalajara      | México         | Auditorio Telmex                           | 8,712 / 8,712                   | —           |
| 10 de febrero de 2018    | Monterrey        | México         | Arena Monterrey                            | 17,599 / 17,599                 | —           |
| 13 de febrero de 2018    | Puebla           | México         | Auditorio Metropolitano Puebla             | 5,000 / 5,000                   | —           |
| 14 de febrero de 2018    | Puebla           | México         | Auditorio Metropolitano Puebla             | 5,000 / 5,000                   | —           |
| 17 de febrero de 2018    | Ciudad de México | México         | Arena Ciudad de México                     | 22,300 / 22,300                 | —           |
| 2 de marzo de 2018       | San Juan         | Puerto Rico    | Coliseo de Puerto Rico José Miguel Agrelot | 18,260 / 18,260                 | $945 420    |
| 7 de marzo de 2018       | McAllen          | Estados Unidos | State Farm Arena                           | 4,479 / 5,210                   | $409 264    |
| 9 de marzo de 2018       | Houston          | Estados Unidos | Smart Financial Center at Sugar Land       | 5,862 / 6,265                   | $573 475    |
| 10 de marzo de 2018      | San Antonio      | Estados Unidos | AT&T Center                                | 7,214 / 13,053                  | $530 491    |
| 11 de marzo de 2018      | Dallas           | Estados Unidos | Toyota Music Factory                       | 3,396 / 3,737                   | $345 000    |
| 14 de marzo de 2018      | Kansas City      | Estados Unidos | Sprint Center                              | 5,501 / 6,480                   | $416 832    |
| 15 de marzo de 2018      | Chicago          | Estados Unidos | Allstate Arena                             | 9,413 / 12,066                  | $779 047    |
| 17 de marzo de 2018      | Nueva York       | Estados Unidos | Radio City Music Hall                      | 5,407 / 5,600                   | $543 242    |
| 18 de marzo de 2018      | Boston           | Estados Unidos | Wang Theatre                               | 1,912 / 3,489                   | $186 614    |
| 20 de marzo de 2018      | Toronto          | Canadá         | Sony Center                                | 3,079 / 3,191                   | $ 562 123   |
| 23 de marzo de 2018      | Denver           | Estados Unidos | Pepsi Center                               | 5,326 / 7,524                   | $371 763    |
| 24 de marzo de 2018      | Salt Lake City   | Estados Unidos | Vivint Smart Home Arena                    | 5,524 / 6,663                   | $449 031    |
| 4 de abril de 2018       | El Paso          | Estados Unidos | Don Haskins Center                         | —                               | —           |
| 6 de abril de 2018       | Phoenix          | Estados Unidos | Comerica Theatre                           | —                               | —           |
| 7 de abril de 2018       | Las Vegas        | Estados Unidos | Park Theatre                               | 4,002 / 5,156                   | $351 240    |
| 8 de abril de 2018       | San José         | Estados Unidos | SAP Center                                 | —                               | —           |
| 12 de abril de 2018      | Sacramento       | Estados Unidos | Golden 1 Center                            | —                               | —           |
| 13 de abril de 2018      | San Diego        | Estados Unidos | Viejas Arena @ Aztec Bowl                  | —                               | —           |
| 14 de abril de 2018      | Los Ángeles      | Estados Unidos | Hollywood Bowl                             | 15,822 / 15,822                 | $1 080 217  |
| Total                    | Total            | Total          | Total                                      | 632 716                         | $36 800 000 |

Notas
- A'^' La recaudación del 17 de septiembre se encuentra incluida en la recaudación del 14 de septiembre.[9]

## Shows cancelados
| Fecha                 | Ciudad   | País     | Recinto                            | Motivos                              |
| --------------------- | -------- | -------- | ---------------------------------- | ------------------------------------ |
| 23 de febrero de 2018 | Bogotá   | Colombia | Centro de Eventos: Autopista Norte | Problemas logísticos y de producción |
| 23 de febrero de 2018 | Medellín | Colombia | La Macarena                        | Problemas logísticos y de producción |